# Лесной (Троицкий район)
Лесной — посёлок в Троицком районе Алтайского края. Входит в состав Беловского сельсовета.

## География
Расположен на реке Боровлянка при впадении её в реку Большая Речка.

## История
Основан в 1907 г. В 1928 году кордон Загайновского лесничества состоял из 5 хозяйств, основное население — русские. В административном отношении входил в состав Загайновского сельсовета Больше-Реченского района Бийского округа Сибирского края. Решением Троицкого райисполкома от 11 мая 1960 г. № 171 населённому пункту Загайновского лесхоза присвоено наименование посёлок Лесной.

## Население
| 1926 | 1997 | 1998 | 1999 | 2000 | 2001 |
| ---- | ---- | ---- | ---- | ---- | ---- |
| 18   | ↗116 | ↘112 | ↗116 | ↗117 | →117 |
| 2002 | 2003 | 2004 | 2005 | 2006 | 2007 |
| ↘107 | ↘99  | →99  | ↗108 | ↗112 | ↘106 |
| 2008 | 2009 | 2010 | 2011 | 2012 | 2013 |
| ↘103 | ↘95  | ↗107 | ↘105 | ↘101 | ↘100 |

Национальный состав
Согласно результатам переписи 2002 года, в национальной структуре населения русские составляли 100 %.